# AleXa (piosenkarka)
AleXa, właściwie Alexandra Christine Schneiderman (ur. 9 grudnia 1996 roku) – amerykańska piosenkarka, tancerka oraz aktorka. Zwyciężczyni Konkursu Piosenki Amerykańskiej w 2022 roku jako reprezentantka Oklahomy z piosenką "Wonderland". Zdobyła 710 punktów.